# کوشینگ (شهر)
کوشینگ (شهر) (به آلمانی: Kösching) یک شهر در آلمان است که در آیشتت واقع شده‌است.

## خصوصیات
کوشینگ ۵۵٫۶۰ کیلومترمربع مساحت دارد ۳۹۰ متر بالاتر از سطح دریا واقع شده‌است.